# Alto Mira
Alto Mira es una localidad caboverdiana del municipio de Porto Novo.

## Geografía
La localidad está situada en la isla de Santo Antão.

## Organización territorial
La localidad abarca los lugares y barrios de:
- Burra
- Cavouco Podre
- Chã Bonita
- Chã Daurinca
- Chã de Baixo
- Chã de Cima
- Chã de Dragoeiro
- Chã Fora
- Chã Gorado
- Chã Gregório
- Chã Queimado
- Chã Santana
- Chanzinha
- Covoada
- Covoada Desenfado
- Covoada Purgueira
- Desencaminhadinha
- Dominguinhas
- Faial
- Gorado
- Ladeira
- Lombo d'Ombrose (Lombinho)
- Lombo Gorado
- Lombo Tanque